# El Qantara
El Qantara est une ville du nord-est de l'Égypte située à 50 km au sud de Port-Saïd et du débouché du canal de Suez dans la mer Méditerranée.
Un pont, construit entre 1992 et 1999, enjambe le canal au niveau d'El Qantara (mot arabe signifiant « pont ») laissant libre un espace de 68 mètres au-dessus du canal (tirant d'air maximal pour les navires).
La ville était le terminus de la ligne ferroviaire de Haïfa (gare de l’Est) à El Qantara (gare d'El Qantara Est). À la construction du premier pont d'El Ferdan (1941), le réseau des chemins de fer de Palestine est relié aux chemins de fer égyptiens, jusqu’en 1967.

## Pont d'El Qantara
Le canal de Suez étant emprunté par de très grands bateaux, il a fallu construire deux avant-ponts menant au pont haubané qui supporte le tablier à une hauteur de 70 m.
La longueur totale du pont, d'un gabarit de 70 m, est de 3,9 km ; la longueur du pont principal est de 730 m avec une portée de 404 m, les travées adjacentes font 163 m.

## Cimetière militaire
Un cimetière militaire est ouvert par les Britanniques de l'Imperial War Graves Commission en février 1916. Il est ouvert aux nouvelles sépultures jusqu'à la fin des années 1920. Après la Première Guerre mondiale, il double de superficie pour accueillir des tombes de soldats de l'Empire britannique provenant d'autres cimetières ou tombés dans les champs de bataille des déserts, notamment de Qatia (dont celle de Brian Hatton), Roumani, Magdhaba, El-Arich ou de Rafa. Le cimetière accueille 1 562 sépultures de la Première Guerre mondiale et cent-dix de la Seconde Guerre mondiale. Il y a aussi 341 tombes de soldats d'autres nationalités dans ce cimetière. Le mémorial d'El Qantara (ou Kantara) porte aussi les noms de seize militaires néo-zélandais morts au combat à Rafa et Roumani dont les corps n'ont pas été retrouvés.